# Ґрінберґ (фільм)
«Ґрінберґ» (англ. Greenberg) — американський романтично-комедійний фільм 2010 року, сценаристом і режисером якого став Ной Баумбах.

## Зміст
Ґрінберґ — сорокарічний невдаха, що переживає екзистенційну кризу. Він втратив роботу і не поспішає шукати нову, намагається розібратися в собі, рефлексує і час від часу впадає в депресію. Його життя порожнє і безглузде, і у свої сорок він не знає навіщо живе, чого хоче досягти, тільки погіршує свій стан бездіяльністю. Флоренс — молода асистентка його більш успішного молодшого брата. Незважаючи на свій вік, вона теж стомилася від монотонності життя. Вона не ставить перед собою особливих завдань і просто пливе за течією. Чи зможе зустріч цих двох не схожих, але в той же час близьких за духом людей, надати сенс їхньому життю і змінити їх на краще?

## У ролях
- Бен Стіллер — Роджер Ґрінберґ
- Ґрета Ґервіґ — Флоренс Марр
- Ріс Іванс — Іван Шранк
- Дженніфер Джейсон Лі — Бет
- Кріс Мессіна — Філіп Ґрінберґ
- Сьюзен Трейлор — Керол, дружина Філіпа
- Марк Дюплас — Ерік Беллер
- Брі Ларсон — Сара, племінниця Роджера
- Джуно Темпл — Мюріел

## Сприйняття

### Оцінки і критика
Фільм отримав змішані відгуки: Rotten Tomatoes дав оцінку 76 % на основі 173 відгуків від критиків (середня оцінка 6,68/10), Metacritic — 76/100 на основі 39 відгуків критиків.
Оцінка стрічки від глядачів на сайті Rotten Tomatoes — 42 % із середньою оцінкою 2,94/5 (36800 голосів).

### Касові збори
Фільм провалився у прокаті. При бюджеті 25 млн $ фільм зібрав лише 6 344 112 $.